# واشنطن (كونيتيكت)
واشنطن هي بلدة ريفية في مقاطعة ليتشفيلد، كونيتيكت، في منطقة نيو إنجلاند بالولايات المتحدة . كان عدد السكان 3578 في تعداد 2010 . تشتهر واشنطن بريفها الخلاب وهندستها المعمارية التاريخية والحياة المدنية والثقافية النشطة. تتمتع المدينة بعلاقات قوية مع مدينة نيويورك ، وهي موطن لكثير من النخب الثقافية والتجارية.

## التاريخ

### فترة ما قبل التاريخ
تشير الأدلة الأثرية إلى أن الأمريكيين الأصليين استقروا لأول مرة على طول ضفاف نهر شيبوغ قبل حوالي 10000 عام، بعد انتهاء العصر الجليدي الأخير. قبل وصول المستوطنين الأوروبيين، كانت الأراضي التي تضم واشنطن اليوم مأهولة بقبيلة يانتينوك .

### الحقبة الاستعمارية
في عام 1734 ، استقر جوزيف هورلبوت في الجزء الشرقي مما هو الآن واشنطن، لتكون بداية سكن المدينة من قبل المستعمرين. أصبحت المنطقة المحيطة بمنزل هورلبوت تُعرف باسم أبرشية يهودا، وهو اسم محفوظ في مقبرة يهودا التي لا تزال نشطة. كانت المنطقة في البداية جزءًا من وودبري .
في عام 1746، قام إدوارد كوجسويل بالحصول على الامتياز في تعدين خام الحديد، كجزء من شراء شمال ميلفورد الجديد، وأسس مصانع حديدية على طول نهر أسبيتوك الشرقي في نيو بريستون . كما شهد عام 1746 قيام عائلة أفيريل بشراء أرض من قبيلة يانتينوك من أجل منزل في بالدوين هيل، الذي لا يزال محتلاً ومزروعًا من قبل أحفاد السكان الأصليين.
تأسست واشنطن في عام 1779 ، مع منحوتة أراضي من مدن وودبري وليتشفيلد وكينت ونيو ميلفورد . سميت المدينة باسم جورج واشنطن ،  الذي سافر عبر المنطقة عدة مرات خلال الثورة الأمريكية ، وسكن في نيو بريستون عام 1781. تم انتخاب الرائد ويليام كوجسويل، نجل إدوارد كوجسويل، أول شخص مختار في المدينة.

### القرن ال 19
ثورة صناعية . في أوائل القرن التاسع عشر، انتشرت المطاحن والمصانع الصغيرة على طول نهر شيبوغ في واشنطن ديبوت حاليا، والتي أصبحت تعرف باسم «فاكتوري هولو». ظهرت الصناعة الصغيرة في وقت واحد على طول ضفاف نهر أسبيتوك الشرقي في نيو بريستون.
اختراع المخيم الصيفي . في عام 1861 ، افتتح فريدريك جون، مؤسس إلغاء عقوبة الإعدام مدرسة غونري الثانوية، أول معسكر صيفي لأمريكا في واشنطن.
ميناء العبودية الآمنة . كانت واشنطن محطة توقف على خط مترو الأنفاق . قدم السكان المحليون ملاذًا آمنًا للعبيد الفارين من الأسر، ونظموا جهودًا لإلقاء صائدي المكافآت من مسارات ملاحقاتهم.

## جغرافيا
تقع واشنطن في منطقة ليتشفيلد هيلز في كونيتيكت، على بعد حوالي 22 ميل (35 كـم) شمال شرق دانبري ، 40 ميل (64 كـم) غرب هارتفورد ، و 80 ميل (130 كـم) شمال شرق مدينة نيويورك .
وفقا لمكتب تعداد الولايات المتحدة ، تبلغ مساحة المدينة الإجمالية 100.1 كيلومتر مربع (38.6 ميل2) ، منها 98.6 كيلومتر مربع (38.1 ميل2) أرض و 1.5 كيلومتر مربع (0.58 ميل2) ، أو 1.48٪، ماء.
المعالم الجغرافية السائدة في واشنطن هي وديان نهر شيبوغ وأسبيتوك الشرقي وبانتام . تقع بحيرة واراماوج في الركن الشمالي الشرقي من المدينة. يتميز المشهد الطبيعي بالتلال المتدرجة والهضاب العالية ووديان الأنهار والجداول. تغطي الغابات المتساقطة والصنوبرية المختلطة معظم واشنطن، ولكن الحقول الزراعية المفتوحة منتشرة أيضًا.

## الاقتصاد
لقد تغير اقتصاد واشنطن بشكل كبير على مدار تاريخ المدينة. في نقاط مختلفة، أدت أعمال الحديد وقطع الأشجار والتصنيع والزراعة إلى دفع النشاط الاقتصادي المحلي، لكن واشنطن المعاصرة ليس لديها قاعدة صناعية، ولا تزال حفنة من المزارع نشطة. اليوم، يتركز الاقتصاد المحلي على سكان البلدة من السكان الأثرياء، غير المتفرغين، الذين لا يحصل دخلهم في الغالب على الدخل المحلي. ويمثل التصميم والإنشاء والتجديد والديكور والصيانة وبيع المنازل الريفية جزءًا كبيرًا من النشاط الاقتصادي المحلي. تلعب المطاعم والنزل ومحلات البيع بالتجزئة المتخصصة والخدمات المهنية أيضًا دورًا مهمًا في اقتصاد واشنطن، وكذلك المؤسسات التعليمية.

## روابط خارجية
- الموقع الرسمي
- مجلس واشنطن البيئي
- جمعية واشنطن للأعمال